# Netherwitton
Netherwitton är en ort och civil parish i Storbritannien.   Den ligger i grevskapet och kommunen Northumberland i riksdelen England, i den centrala delen av landet, 400 km norr om huvudstaden London. Netherwitton ligger 100 meter över havet och antalet invånare är 272.
Terrängen runt Netherwitton är lite kuperad. Runt Netherwitton är det ganska tätbefolkat, med 78 invånare per kvadratkilometer. Närmaste större samhälle är Ashington, 17,1 km öster om Netherwitton. Trakten runt Netherwitton består i huvudsak av gräsmarker.